# Aleksander Moisiu

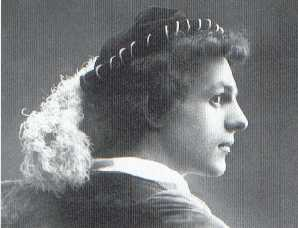
Romeo 1907

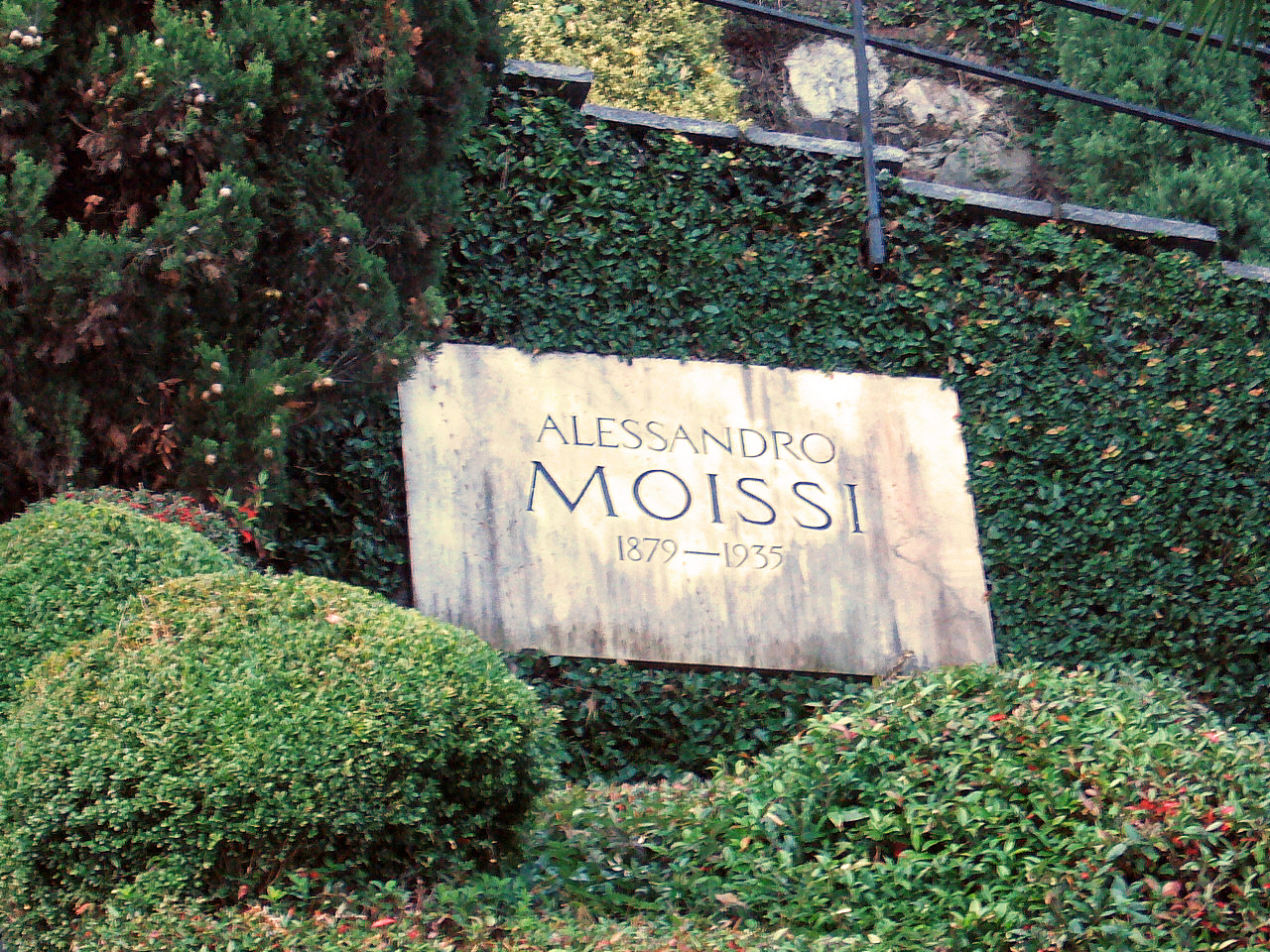
Grób Cmentarz Morcote

Aleksander Moisiu, niem. Alexander Moissi (ur. 2 kwietnia 1879 w Trieście, zm. 23 marca 1935 w Wiedniu) – albański aktor i reżyser.

## Życiorys
Był najmłodszym z pięciorga dzieci albańskiego kupca Konstantina Moisiu. Jego matka, Amalia di Rada pochodziła z rodziny włosko-albańskiej z Florencji. W 1883 roku Aleksander przeniósł się wraz z ojcem do Durrësu. Tam też uczył się w szkole greckiej. W 1887 roku wyjechał do Austrii, gdzie w Wiedniu miał po raz pierwszy kontakt z teatrem. Jako statysta wystąpił w teatrze na Hofburgu. W Wiedniu zaczął też uczyć się sztuki aktorskiej. Jego wielka kariera aktorska także miała rozpocząć się w Wiedniu, gdzie został wypatrzony przez Josefa Kainza, jednak komisja kwalifikująca nowych aktorów do teatru uznała, że młody Moisiu nie nadaje się na aktora. Dzięki poparciu Kainza zadebiutował w wiedeńskim Burgtheater, a potem występował w Pradze. Z Pragi przeniósł się do Berlina, gdzie grywał w podrzędnym teatrze. Tam został ponownie doceniony i zaangażowany do zespołu Maxa Reinhardta, w którym zyskał międzynarodową sławę. Rozpoczął od roli Romea, grając w duecie z Kamilą Eibenschutz. Oklaskiwano go również na scenach rosyjskich, gdzie występował z zespołem, wystawiając Króla Edypa.
Do najsłynniejszych jego ról należała kreacja Fiedii Protasowicza w dramacie Żywy trup Tołstoja. Był uznawany za jednego z najlepszych aktorów, grających na scenach niemieckich. Wśród jego najwybitniejszych ról w dorobku najczęściej wymieniano dramaty Ibsena i Strindberga. Grał najczęściej po niemiecku, ale także po francusku i po włosku. Mimo pierwszych negatywnych doświadczeń w latach 1920–1932 chętnie występował także na scenach wiedeńskich. Kilkakrotnie mogła go podziwiać polska publiczność – w 1925 w Warszawie, rok później w Krakowie i we Lwowie, w 1928 r. ponownie zagrał Fausta w Krakowie. W Niemczech, gdzie występował z początkiem lat trzydziestych był coraz częściej krytykowany, w prasie niemieckiej często przedstawiano go jako „włoskiego Niemca”. W poczuciu zagrożenia w 1933 roku wyjechał z Niemiec do Wiednia. 7 listopada 1933 r. podjął zakończone sukcesem starania o paszport albański, choć w Albanii pojawiał się sporadycznie. W 1935 uzyskał obywatelstwo włoskie.
W swojej karierze Moisiu wystąpił w kilkunastu filmach, głównie produkcji niemieckiej. Grał w nich równie sugestywnie, jak w teatrze, ale film nie przyniósł mu tej sławy co role teatralne. Być może najgłośniejszym z nich był film Lorenzo de Medici z 1935 roku – pierwszy film dźwiękowy, w którym zagrał Moisiu. Zmarł na zapalenie płuc w Wiedniu 22 lub 23 marca 1935 (większość źródeł podaje pierwszą datę). Jego ciało skremowano i pochowano na cmentarzu Morcote w Lugano, w Szwajcarii.
Na scenach teatralnych występował ponad 35 lat. Uznawany przez Albańczyków za najsłynniejszego aktora albańskiego tak naprawdę nie został za życia doceniony przez władze tego kraju, sam też rzadko był identyfikowany z Albanią. Jego imię nosi Wyższa Szkoła Sztuki Dramatycznej w Tiranie, uniwersytet w Durrësie, a także jeden z teatrów. Imię Moisiu noszą także ulice w Tiranie, Prisztinie, Wlorze, Cërriku i w Kuçovë.
Był pradziadkiem niemieckiego aktora Gedeona Burkharda.

## Filmografia
- 1913: Meier Helmbrechts Flucht und Ende
- 1913: Der Student von Prag
- 1913: Das Schwarze Los
- 1913: Die Augen des Ole Brandis
- 1915: Kulissenzauber
- 1915: Sein einziger Sohn
- 1918: Pique dame
- 1918: Der Ring der Drei Wünsche
- 1919: Erborgtes Glück
- 1920: Zwischen Tod und Leben
- 1920: Figaros Hochzeit
- 1929: The Devil’s Disciple
- 1935: Lorenzo de Medici
- 1935: Barcarole